# プレクーリング工法
プレクーリング工法（プレクーリングこうほう、英: Precooling method）とは、マスコンクリート打設時の温度ひび割れの制御方法のひとつである。
夏季などの温度が高いときに、コンクリートの材料の一部または全部をあらかじめ冷却して、コンクリートの打ち込み温度を低下させ施工する工法である。